# Hernán Merlo
Hernán Merlo (Lomas de Zamora, 26 de agosto de 1957) es un contrabajista y compositor de jazz argentino.

## Biografía
Hernán Merlo nació en Lomas de Zamora, Provincia de Buenos Aires, el 26 de agosto de 1957. Se interesó por la música a los 12 años, asistiendo a los ensayos de los grupos de rock de su barrio, con quienes también escuchaba jazz.
Completó sus estudios de contrabajo en el Conservatorio Nacional de Música "López Buchardo" con el Maestro Enzo Raschelli de Ferraris.
En 1981 viajó a Estados Unidos para completar sus estudios de contrabajo y bajo eléctrico con Joel Dibartolo.
A su regreso a Buenos Aires participa activamente en la escena del jazz local, y en los conciertos del "Club de Jazz" junto a músicos como Hugo Pierre, Nimar Tenrreyro, Fats Fernández, Rubén Barbieri entre otros.
A principio de los años 90 formó parte del trío de Horacio Larumbe, realizando presentaciones en "Oliverio" junto al reconicido guitarrista Joe Pass, el trío fue nominado como mejor grupo de jazz en 1993 para los premios "ACE".
También ha tocado junto a importantes músicos que visitaron Argentina, como el quinteto de David Kickoski y ha realizado presentaciones junto a Farred Haque, Sid Jacobs, Erling Kroner, Renato Chicco, Sam Newsome, Chris Cheek, entre otros.
A fines de 1995 viajó a los Estados Unidos y en Nueva York estudió con Mark Helias. En Los Ángeles tomó clases particulares con el contrabajista Charlie Haden y toca en distintos clubes de jazz de Los Ageles junto al flautista Sam Most. Luego volvería a Nueva York a perfeccionarse con los contrabajistas Scott Colley y Michael Formanek.
En 1996 hizo su debut discográfico con el disco "Hernan Merlo" como solista y compositor.
En 1997 Se editó su segundo disco, "A Pesar del Diablo", en coautoría junto a Ernesto Jodos, y con la participación del trombonísta estadounidense Conrad Herwig.
Ya afianzado con la formación de su quinteto, en octubre de 1998 participó en el "II Argentina-Brasil Jazz Festival of New York" en la ciudad de Manhattan, invitado a tocar la música de su primer álbum "Hernan Merlo", y enviado por la Cancillería en representación de la Argentina.
En julio de 2000 actuó con su quinteto en el festival "Jazz en el Cervantes" y en octubre participó con su quinteto del "Festival Internacional de Jazz de los Siete Lagos" organizado por la Secretaría de Cultura de la Nación, compartiendo escenario con artistas como Dave Holland, Carlos Franzetti o Dino Saluzzi.
A comienzos del año 2001, se presentó junto a su quinteto en "La Cova del Drac", un club de jazz de Barcelona, España.
En enero de 2003 grabó el tercer disco de su quinteto, "Con Sin" para el sello Europeo Fresh Sound/New Talent de reciente edición.
En 2008 grabó Parábola, junto a Juan Pablo Arredondo, Patricio Carpossi, Ramiro Flores y Fermín Merlo, hijo del contrabajista, en los estudios Mandarina mezclado por Merlo y Luis Bacqué.
En octubre de 2012 se editó su trabajo, "Monk: Modelo para desarmar", junto al pianista Alan Zimmerman, Pablo Aristein al saxo y clarinete y el baterista Fermín Merlo. Grabado en los Estudios ION y masterizado en Avatar Studios en Nueva York.
Merlo es titular de la cátedra "Entrenamiento Auditivo" en la Escuela de Música Popular de Avellaneda y forma parte del cuerpo docente de la Escuela de Música Contemporánea (EMC), institución miembro de la Berklee International Network. También dicta clases como profesor particular.

## Discografía
- 1996: Hernán Merlo (Uanchu)
- 1997: A pesar del diablo (Uanchu)
- 2003: Consin (Fresh Sound)
- 2006: Neo (Uanchu)
- 2008: Parábola (Sofá Records)
- 2012: Monk, Modelo para desarmar (Uanchu)
- 2014: DiesiseisCincuentayuno (Uanchu)
- 2017: Lucha de Luces (Uanchu)
- 2018: Solo (Mutaciones) (Uanchu)
- 2020: VeintisieteSesentayUno (Uanchu)
- 2023: Duo (Uanchu)

### Con otros artistas
- 1992: Lito Epumer (Ciclo 3)
- 1995: Lito Epumer - Pasaje La Blanqueada (Jazz & Fusion Records)
- 1997: Quintino Cinalli (Melopea)
- 2000: Ernesto Jodos Sexteto (Pai)
- 2001: Eduardo Casalla Cuarteto - Improntas (Ensamble)
- 2002: Guillermo Romero Trio (Turismatica)
- 2003: Diego Urcola - Soundances (Sunnyside)
- 2007: Merlo, Carletti, Balduini - Trio (Musical Elástica)